# Daimabad
Daimabad (दाइमाबाद) est un village déserté et un site archéologique sur la rive gauche de la rivière Pravara, tributaire du Godavari dans le tehsil de Srirampur dans l'état du Maharashtra en Inde. Ce site a été découvert par B. P. Bopardikar en 1958. Il a été fouillé trois fois par les équipes de l'Archaeological Survey of India. La première en 1958-59 a été effectuée sous la direction de M. N. Deshpande. La seconde en 1974-75 a été menée par Shikaripura Ranganatha Rao. Enfin, les fouilles entre 1975 et 1979 ont été organisées par S. A. Sali. Le site a été occupé par une culture du chalcolithique puis par la civilisation de l'Indus(harappéens).  Les découvertes suggèrent que la culture harappéenne tardive s'est étendue jusqu'au plateau du Deccan.

## Le trésor de Daimabad
La découverte la plus importante du site est un trésor trouvé en 1974 par un fermier local, Chhabu Laxman Bhil, comportant quatre objets en bronze. Ceux-ci ont été trouvés alors qu'il creusait à la base d'un buisson dans le village de Daimabad. Ce trésor a été acquis plus tard par l'Archaeological Survey of India et est actuellement au musée Chhatrapati Shivaji Maharaj Vastu Sangrahalaya à Bombay.
Le trésor comprend,:
- une sculpture de chariot, faisant 45 cm de long et 16 cm de large, conduit par un homme debout d'une hauteur de 16 cm et tiré par deux bœufs.
- une sculpture de buffle d'eau, faisant 25 cm de long et 31 cm de haut, sur un socle à quatre pieds attaché à quatre roues.
- une sculpture d'un éléphant de 25 cm de haut sur un socle de 27 cm de long et 14 cm de large similaire au buffle d'eau, sans les roues et l'essieu.
- une sculpture d'un rhinocéros de 19 cm de haut et 25 cm de long se tenant sur deux barres horizontales, chacune attachée à un essieu et deux roues.

Sur la base d'une analyse des composants du trésor, Dharam Pal Agrawal a montré que ce trésor ne pouvaient qu'appartenir à l'harappéen tardif. En effet, ces objets contiennent plus d'1% d'arsenic, alors qu'aucune présence d'arsenic n'a été trouvée dans d'autres objets chalcolithiques.